# Myslina, Humenné
Myslina este o comună slovacă, aflată în districtul Humenné din regiunea Prešov. Localitatea se află la altitudinea de 160 m deasupra n.m., se întinde pe o suprafață de 9,54 km2 și în 2017 număra 585 de locuitori. Se învecinează cu comuna Humenné.

## Istoric
Localitatea Myslina este atestată documentar din 1307.

## Demografie
| An:                | 1994 | 2004   | 2014   | 2024   |
| ------------------ | ---- | ------ | ------ | ------ |
| Număr de persoane: | 535  | 567    | 587    | 599    |
| Diferență:         |      | +5,98% | +3,52% | +2,04% |

| An:                | 2023 | 2024   |
| ------------------ | ---- | ------ |
| Număr de persoane: | 606  | 599    |
| Diferență:         |      | −1,15% |